# کلیسای سپورغان
کلیسای سپورغان مربوط به دوره قاجار است و در شهرستان ارومیه، بخش مرکزی، روستای سپورغان واقع شده و این اثر در تاریخ ۱۲ بهمن ۱۳۸۱ با شمارهٔ ثبت ۷۳۸۷ به‌عنوان یکی از آثار ملی ایران به ثبت رسیده‌است.